# Myles Amine
Myles Nazem Amine (ur. 14 grudnia 1996) – amerykański i sanmaryński zapaśnik walczący w stylu wolnym. Brązowy medalista olimpijski z Tokio 2020 w kategorii 86 kg i piąty w Paryżu 2024 w tej samej wadze. 
Brązowy medalista mistrzostw świata w 2023; piąty w mistrzostwach świata w 2019. Mistrz Europy w 2022; drugi w 2020, 2023 i 2024; trzeci w 2021. Brązowy medalista igrzysk europejskich w 2019. Wygrał igrzyska śródziemnomorskie w 2022. Wicemistrz panamerykański kadetów w 2013 roku.
Zawodnik Detroit Catholic Central High School i Uniwersytetu Michigan. Pięć razy All American (2017-2022) w NCAA Division I, drugi w 2022; trzeci w 2018, 2019 i 2021; czwarty w 2017 roku.
Chorąży reprezentacji na igrzyskach w Tokio 2020.
Jego brat Malik Amine, również jest zapaśnikiem.
Jego dziadek Nazem Amine, uczestniczył w reprezentacji Libanu, w zawodach zapaśniczych na igrzyskach w Rzymie 1960.